# Jastrowie (gmina)
Jastrowie (do 1976 miasto Jastrowie oraz gmina Sypniewo) – gmina miejsko-wiejska w województwie wielkopolskim, w powiecie złotowskim. W latach 1975–1998 gmina położona była w województwie pilskim.
Siedziba gminy to Jastrowie.
Według danych z 30 czerwca 2004 gminę zamieszkiwało 11 435 osób. Natomiast według danych z 31 grudnia 2019 roku gminę zamieszkiwało 11 500 osób.

## Struktura powierzchni
Według danych z roku 2002 gmina Jastrowie ma obszar 353,4 km², w tym:
- użytki rolne: 24%
- użytki leśne: 67%

Gmina stanowi 21,28% powierzchni powiatu.

## Demografia

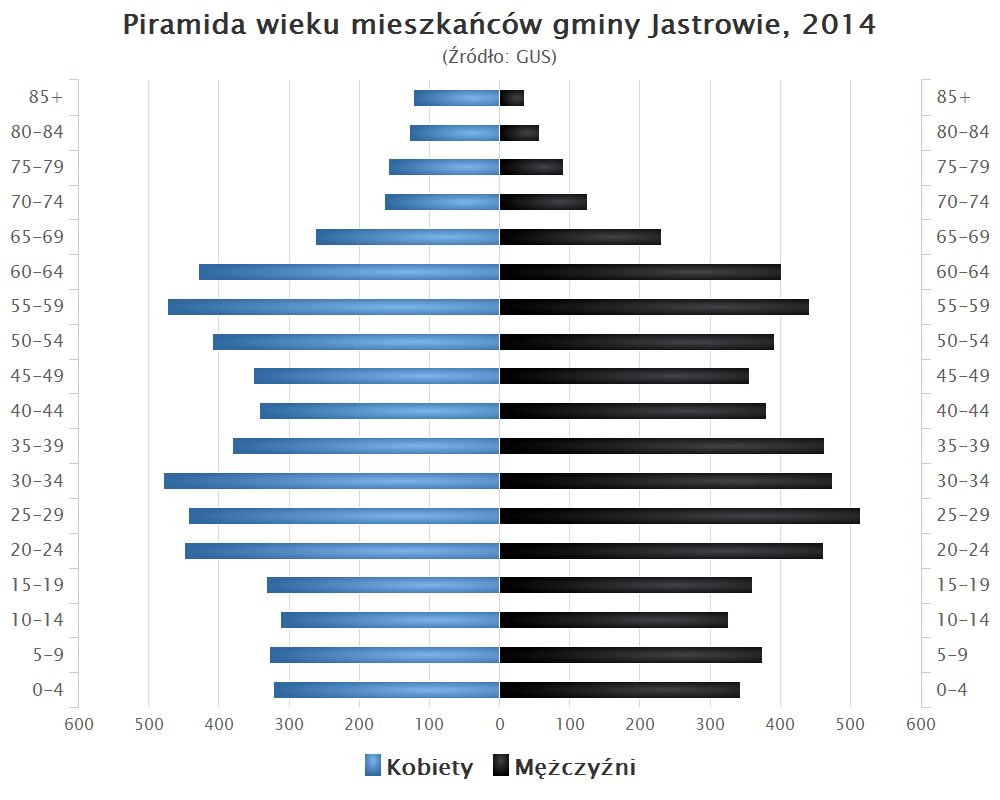
Piramida wieku mieszkańców gminy Jastrowie w 2014 roku

Dane z 30 czerwca 2004:
| Opis                              | Ogółem | Ogółem | Kobiety | Kobiety | Mężczyźni | Mężczyźni |
| --------------------------------- | ------ | ------ | ------- | ------- | --------- | --------- |
| jednostka                         | osób   | %      | osób    | %       | osób      | %         |
| populacja                         | 11 435 | 100    | 5844    | 51,1    | 5591      | 48,9      |
| gęstość zaludnienia (mieszk./km²) | 32,4   | 32,4   | 16,5    | 16,5    | 15,8      | 15,8      |

## Sołectwa
Brzeźnica, Brzeźnica-Kolonia, Budy, Nadarzyce, Samborsko, Sypniewko, Sypniewo.

## Pozostałe miejscowości
Budy-Folwark, Drzewiec, Piaski, Prądy, Sypniewko-Folwark, Sypniewo-Kolonia, Trzebieszki.

## Części miast
Byszki, Hajda, Wądołek, Zagórze

## Sąsiednie gminy
Borne Sulinowo, Czaplinek, Okonek, Szydłowo, Tarnówka, Wałcz, Złotów